# Акалат вохристий
Акала́т вохристий (Sheppardia sharpei) — вид горобцеподібних птахів родини мухоловкових (Muscicapidae). Мешкає в Східній Африці. Вид названий на честь англійського орнітолога Річарда Боудлера Шарпа.

## Підвиди
Виділяють два підвиди:
- S. s. usambarae Macdonald, 1940 — гори Усамбара і Нґуру[en] на сході і північному сході Танзанії;
- S. s. sharpei (Shelley, 1903) — гори на півдні Танзанії, півночі Малаві і північному сході Замбії.

## Поширення і екологія
Вохристі акалати мешкають в Танзанії, Малаві і Замбії. Вони живуть у вологих гірських тропічних лісах та у високогірних чагарникових заростях.